# Вулиця Дмитра Байди-Вишневецького (Коломия)
Ву́лиця Дмитра́ Ба́йди-Вишневе́цького — одна з давніх вулиць міста Коломиї. Бічна на південь від Карпатської вулиці. Колишня назва — Червонопрапорна, до 1954 — вулиця Гарбарська. Довжина — 240 м.
Від вул. Байди-Вишневецького бере початок бічна вул. Івана Виговського.

## Історія
Час виникнення невідомий, імовірно, в 17 — 18 ст., коли навколо історичного центру формувалися ремісничі робітні. У довідниках кінця 19 — поч. 20 ст. на вул. Гарбарській були гарбарські майстерні, в яких вичинювали сирі шкіри; містилися вони на так званому Надвірнянському передмісті Коломиї.
До 1939 в місті було 3 гарбарні, дві з яких на вулиці Гарбарській, на території Металозаводу, а через виробничу потребу протічної води вони стояли поблизу річки Коломийки. Власниками майстерень були євреї, працювало до двадцяти робітників.
1954 вулицю було названо Червонопрапорною, а 1990 їй надано ім'я національного героя Байди-Вишневецького (?—1564), засновника Запорізької Січі на острові Хортиця.